# Lista de prefeitos de Orleans (Santa Catarina)
Esta é a lista de prefeitos e vice-prefeitos de Orleans, município do estado brasileiro de Santa Catarina (incluindo os que ocuparam o cargo interinamente e os substitutos).
| Nº | Prefeito                 | Partido                                          | Vice-prefeito                           | Início do mandato       | Fim do mandato          | Observações                                                                                 |
| -- | ------------------------ | ------------------------------------------------ | --------------------------------------- | ----------------------- | ----------------------- | ------------------------------------------------------------------------------------------- |
| 1  | José Thomaz da Silva     | Partido Republicano Catarinense PRC              | —                                       | 30 de outubro de 1913   | 1° de janeiro de 1919   | Prefeito nomeado                                                                            |
| 2  | Galdino Fernandes Guedes | Partido Republicano Catarinense PRC              | —                                       | 1° de janeiro de 1919   | 31 de dezembro de 1920  |                                                                                             |
| 3  | Evaristo de Souza Nunes  | Partido Republicano Catarinense PRC              | —                                       | 1° de janeiro de 1921   | 16 de novembro de 1925  |                                                                                             |
| 4  | João Pacheco dos Reis    | Partido Progressista PP                          | —                                       | 17 de novembro de 1925  | 11 de outubro de 1930   |                                                                                             |
| 5  | Galdino Fernandes Guedes | Aliança Liberal AL                               | —                                       | 12 de outubro de 1930   | 24 de fevereiro de 1934 | Prefeito nomeado pela Revolução de 1930                                                     |
| 6  | Luiz Pizzolatti          | Aliança Liberal AL                               | —                                       | 25 de fevereiro de 1934 | 5 de julho de 1935      |                                                                                             |
| 7  | Rui Stockler de Souza    | Aliança Liberal AL                               | —                                       | 6 de julho de 1935      | 9 de abril de 1936      |                                                                                             |
| 8  | Otto Pfützenreuter       | Aliança Liberal AL                               | —                                       | 30 de abril de 1936     | 22 de dezembro de 1937  |                                                                                             |
| 9  | José Antunes Mattos      | Aliança Liberal AL                               | —                                       | 23 de dezembro de 1937  | 31 de julho de 1945     |                                                                                             |
| 10 | Antônio Dib Mussi        | Partido Social Democrático PSD                   | —                                       | 1° de agosto de 1945    | 15 de novembro de 1945  |                                                                                             |
| 11 | Edmundo Angulski         | Partido Progressista PP                          | —                                       | 16 de novembro de 1945  | 12 de fevereiro de 1946 | Prefeito substituto                                                                         |
| 12 | Antônio Dib Mussi        | Partido Social Democrático PSD                   | —                                       | 13 de fevereiro de 1946 | 24 de março de 1947     | Prefeito nomeado                                                                            |
| 13 | Samuel Sandrini          | Partido Social Democrático PSD                   | —                                       | 18 de abril de 1947     | 16 de dezembro de 1947  | Prefeito nomeado                                                                            |
| 14 | Valentin Luiz Ceolin     | Partido Social Democrático PSD                   | —                                       | 16 de dezembro de 1947  | 30 de janeiro de 1951   | Prefeito eleito em sufrágio universal                                                       |
| 15 | Luiz Mazon               | União Democrática Nacional UDN                   | —                                       | 31 de janeiro de 1951   | 31 de janeiro de 1955   | Prefeito eleito em sufrágio universal                                                       |
| 16 | Rolando Périco           | Partido Trabalhista Brasileiro PTB               | —                                       | 1° de fevereiro de 1955 | 30 de janeiro de 1956   | Prefeito eleito em sufrágio universal                                                       |
| 17 | Vidal Pereira Alves      | Partido Social Democrático PSD                   | —                                       | 31 de janeiro de 1956   | 30 de janeiro de 1961   | Vice-prefeito eleito no cargo de titular                                                    |
| 18 | Luiz Mazon               | União Democrática Nacional UDN                   | —                                       | 31 de janeiro de 1961   | 30 de janeiro de 1966   | Prefeito eleito em sufrágio universal                                                       |
| 19 | Lauro Pacheco dos Reis   | Aliança Renovadora Nacional ARENA                | —                                       | 31 de janeiro de 1966   | 30 de janeiro de 1970   | Prefeito eleito pela UDN Com o fim do pluripartidarismo, se filiou a ARENA em março de 1966 |
| 20 | Henrique Ernesto Hilbert | Aliança Renovadora Nacional ARENA                | —                                       | 31 de janeiro de 1970   | 30 de janeiro de 1973   | Prefeito eleito em sufrágio universal                                                       |
| 21 | Francisco Zomer          | Aliança Renovadora Nacional ARENA                | Edgar Zomer                             | 31 de janeiro de 1973   | 30 de janeiro de 1976   | Prefeito e vice eleitos em sufrágio universal                                               |
| 22 | Edgar Zomer              | Aliança Renovadora Nacional ARENA                | Paulo M. Gomes                          | 31 de janeiro de 1976   | 31 de janeiro de 1983   | Prefeito e vice eleitos em sufrágio universal                                               |
| 23 | Luiz Crocetta            | Partido do Movimento Democrático Brasileiro PMDB | Plínio Galvane                          | 1° de fevereiro de 1983 | 31 de dezembro de 1988  | Prefeito e vice eleitos em sufrágio universal                                               |
| 24 | Plínio Galvane           | Partido do Movimento Democrático Brasileiro PMDB | Osvaldo Cruzetta                        | 1° de janeiro de 1989   | 31 de dezembro de 1992  | Prefeito e vice eleitos em sufrágio universal                                               |
| 25 | Osvaldo Cruzetta         | Partido do Movimento Democrático Brasileiro PMDB | Luiz Crocetta                           | 1° de janeiro de 1993   | 31 de dezembro de 1996  | Prefeito e vice eleitos em sufrágio universal                                               |
| 26 | Adolar Carboni Librelato | Partido da Frente Liberal PFL                    | Miguel Crozetta                         | 1° de janeiro de 1997   | 31 de dezembro de 2000  | Prefeito e vice eleitos em sufrágio universal                                               |
| 27 | Gelson Padilha           | Partido da Social Democracia Brasileira PSDB     | Marco Bertoncini                        | 1° de janeiro de 2001   | 1° de dezembro de 2003  | Prefeito e vice eleitos em sufrágio universal                                               |
| 28 | Jorge Luiz Koch          | Partido do Movimento Democrático Brasileiro PMDB | —                                       | 1° de dezembro de 2003  | 31 de dezembro de 2003  | Presidente da Câmara no cargo de titular                                                    |
| 29 | Valmir Bratti            | Partido Progressista PP                          | Paulo Canever                           | 1° de janeiro de 2004   | 30 de junho de 2004     | Prefeito e vice eleitos em sufrágio universal                                               |
| 30 | Paulo Canever            | Partido da Frente Liberal PFL                    | —                                       | 30 de junho de 2004     | 31 de dezembro de 2004  | Vice-prefeito eleito no cargo de Prefeito                                                   |
| 31 | Valmir Bratti            | Partido Progressista PP                          | Jacinto Redivo, Tinto (PFL)             | 1º de janeiro de 2005   | 31 de dezembro de 2008  | Prefeito e vice eleitos em sufrágio universal                                               |
| 32 | Jacinto Redivo, Tinto    | Democratas DEM                                   | José Carlos Librelato, Lussa (DEM)      | 1º de janeiro de 2009   | 31 de dezembro de 2012  | Prefeito e vice eleitos em sufrágio universal                                               |
| 33 | Marco Bertoncini Cascaes | Partido Social Democrático PSD                   | José Carlos Librelato (PSD)             | 1º de janeiro de 2013   | 31 de dezembro de 2016  | Prefeito e vice eleitos em sufrágio universal                                               |
| 34 | Jorge Luiz Koch          | Partido do Movimento Democrático Brasileiro PMDB | Mário Coan (PSDB)                       | 1º de janeiro de 2017   | 31 de dezembro de 2020  | Prefeito e vice eleitos em sufrágio universal                                               |
| 34 | Jorge Luiz Koch          | Movimento Democrático Brasileiro MDB             | Mário Coan (PSDB)                       | 1º de janeiro de 2021   | 31 de dezembro de 2024  | Prefeito e vice reeleitos em sufrágio universal                                             |
| 35 | Fernando Cruzetta        | Progressistas PP                                 | Lionete Santina Canever Librelato (PSD) | 1° de janeiro de 2025   | Atualidade              | Prefeito e vice eleitos em sufrágio universal                                               |